# Helena Loria-Landecka
Helena Loria-Landecka, także Helena Loria-Landau (ur. 1896 w Krakowie, zm. 20 stycznia 1984 w Łodzi) – polska malarka pochodzenia żydowskiego

## Życiorys
W latach 1919–1925 studiowała w pracowni Wojciecha Weissa na Akademii Sztuk Pięknych w Krakowie. Od 1931 była członkinią zarządu Zrzeszenia Artystów Plastyków w Łodzi. Swoje prace wystawiała m.in. na wystawie uczniów Weissa (1934), w ZPAP w Łodzi (1934, 1936), Krakowie (1938) i Lwowie (1939). Podczas II wojny światowej została umieszczona w obozie przejściowym przy ul. Łąkowej w Łodzi, a następnie wysiedlona do Generalnego Gubernatorstwa. Po wojnie tworzyła w Łodzi oraz pracowała jako pedagog w łódzkich szkołach średnich. Pod koniec życia mieszkała w Domu Pogodnej Jesieni w Łodzi. Była członkinią ugrupowania artystycznego „Start”. Została pochowana w części rzymskokatolickiej Starego Cmentarza w Łodzi.
Malowała m.in. martwą naturę. Jej prace znajdują się m.in. w zbiorach Muzeum Narodowego w Krakowie.

## Odznaczenia
- Krzyż Kawalerski Orderu Odrodzenia Polski[2]